# La Bala Rodríguez
Alejandra Rodríguez (La Paz, Baja California Sur, 1986), conocida como La Bala Rodríguez es una performancera y activista que, además de performance, hace videos de posporno.

## Origen
Nació en Baja California Sur, estudió Sociología en Querétaro, donde se integró en un colectivo feminista llamado Degeneradas. Posteriormente trabajó en la ONG Ddeser (Red de Derechos Sexuales y Reproductivos) de Querétaro, y también empezó a trabajar el tema de empoderamiento con el cuerpo gordo y la discriminación.
Comenzó a ser parte del “activismo gordo” e empezó a desnudarse en muchos espacios de confianza y a hacer performance.

## Performance y activismo
Participó en una convocatoria con La Pocha Nostra, un grupo chicano de performanceros encabezado por Guillermo Gómez-Peña, conocidos a nivel internacional.
Ha hecho vídeos de post porno en donde comunica nuevas formas de vivir el deseo y la sexualidad desde los cuerpos diversos. También realiza registros fotográficos y audiovisuales de su trabajo, así como intervención del espacio público en centros artísticos para publicarlos en Facebook y Tumblr, para así retar la censura de los sistemas de vigilancia y autovigilancia de estas redes.
Comparte su trabajo en redes sociales, donde ha recibido censura, le han suspendido su cuenta y borrado fotografías las cuales las ha vuelto a subir con la leyenda “Si no te gusta, no mires”.
Parte de su actividad artística está enfocada al activismo, con el cual aboga porque la reproducción del cuerpo debe estar geopolítica y fenotípicamente situado, y no alienado a los cánones o ideales de belleza occidental que verifican y legitiman los cuerpos desde la época colonial. Esta idea queda patente en una de las declaraciones que hace Rodríguez con respecto a su propio trabajo:

Somos corpulencias empoderadas hartas del bombardeo mediático que nos dice todos los días que no somos suficientemente buenas, las gordas paradójicamente invisibles, en una cultura donde la palabra gorda es sinónimo de fex, indeseable, enfermx. Empoderamos nuestras carnes, venimos del norte y del sur donde los cuerpos de las doñas son grandes y valiosos, sí, con el orgullo gordo para vivir la rebelión de los cuerpos sin patrones.
La Bala Rodríguez

## Presentaciones
Se ha presentado en diversos festivales y encuentros de postporno y performance, destacado:
- VII Muestra Marrana 2015, donde presentó un especial de modelos gordos como objetos de deseo.[4]
- Primer Festival de Arte Posporno, en Chiapas.[5]
- Negación y Utopía (Denial and Utopia), 1a Muestra Nacional de Performance, en Ex Teresa Arte Actual, noviembre, 2013[6]